# Acteocina decorata
Acteocina decorata is een slakkensoort uit de familie van de Tornatinidae. De wetenschappelijke naam van de soort is voor het eerst geldig gepubliceerd in 1904 door Pilsbry.